# Trylony
Trylony (trilony) – grupa fosforoorganicznych bojowych środków trujących o działaniu paralityczno-drgawkowym, pochodne kwasów alkilohalogenofosforowych. Do tej klasy związków należy większość BST: m.in.: sarin, soman, tabun, cyklosarin, etylosarin, DFP.
Związki te są silnymi inhibitorami esterazy cholinowej, w tym esterazy acetylocholinowej. LD50 wynosi średnio od około kilkudziesięciu mg do 1 g. W stanie czystym są to bezbarwne, bezwonne substancje chemiczne. Na ogół dobrze rozpuszczają się w rozpuszczalnikach organicznych, średnio w gorącej wodzie. Rozpuszczalność w wodzie zimnej minimalna. Związki o różnej trwałości chemicznej. Skażenie terenu po ich zastosowaniu utrzymuje się od kilkudziesięciu minut do kilku miesięcy. Charakteryzują się dużą trwałością na wysoką temperaturę, jak i detonację, co sprawia, że mogą być stosowane na polu walki zarówno w postaci aerozolu, jak i jako wypełnienie pocisków artyleryjskich, bomb itp.
Ich synteza w warunkach laboratoryjnych jest dość kłopotliwa, gdyż metody łatwiejsze są kosztowne i mało wydajne, natomiast te tańsze – znacznie bardziej czasochłonne i wymagają dużej wiedzy teoretycznej, jak i praktycznej. Ogólnie najprostszą metodą otrzymywanie trylonów jest reakcja łagodnego utleniania np. dichromianem potasu alkilodichlorofosfin (RPCl2, gdzie R-grupa alkilowa) do alkilotlenodichlorku fosforu RP(O)Cl2 i podstawieniem atomów chloru dowolnymi grupami alkilowymi, arylowymi lub innymi halogenami. Produkcja na większą skalę, metodami przemysłowymi, jest na ogół prostsza i tańsza.
Trylony po raz pierwszy zostały syntezowane w Niemczech przed II wojną światową. Początkowo miały służyć jako fosforoorganiczne insektycydy, jednak ich toksyczność znacznie przewyższała oczekiwania naukowców. Do końca II wojny światowej, jak i po II wojnie światowej, otrzymano wiele związków tej klasy i opracowano szereg metod ich syntezy, zarówno na skalę laboratoryjną, jak i przemysłową. To właśnie duża łatwość otrzymywania ich na duża skalę, w połączeniu z wysoką skutecznością na polu walki, sprawiły, że w okresie po I wojnie światowej trylony wyparły dotychczasowe BST, tj. fosgen, gaz musztardowy, stając się w ówczesnym okresie trzonem arsenału broni chemicznej. Choć w II połowie XX wieku zaczęły ustępować znacznie bardziej toksycznym V gazom, to wciąż nie tracą na znaczeniu, jako potencjalne trucizny bojowe.